# Fábio Faria (político)
Fábio Salustino Mesquita de Faria (Natal, 1 de setembro de 1977) é um administrador e político brasileiro, filiado ao Progressistas (PP). Exerceu quatro mandatos como deputado federal pelo Rio Grande do Norte e foi ministro das Comunicações do Governo Jair Bolsonaro entre 2020 e 2022. Em 2023, foi contratado pelo banco de investimentos BTG Pactual como gerente sênior de relacionamento.
É filho de Robinson Faria, deputado federal e ex-governador do Rio Grande do Norte, e é casado com a apresentadora Patrícia Abravanel, filha do empresário Silvio Santos, desde 2013.

## Início de vida, família e formação
Nascido em 1 de setembro de 1977, em Natal, Fábio Faria é filho de Robinson Faria, ex-governador do Rio Grande do Norte, e de Maria Nina Salustino, servidora pública. É por parte de mãe descendente de Tomaz Salustino, que foi empresário e vice-governador do Rio Grande do Norte. 
Foi criado por seu avô paterno, o industrial Osmundo Faria, que o incentivou para seguir a carreira de tenista. Osmundo morreu quando Fábio tinha apenas 14 anos, porém ele obteve vários títulos como o de vice-campeão juvenil brasileiro. Ele desistiu da carreira de atleta e passou a buscar a de empresário, se graduando em Administração de Empresas pela Universidade Potiguar (UnP). Formou a academia Atlética Club e se tornou sócio de Marcos Buaiz, ex marido da cantora Wanessa Camargo.
Na vida pessoal, Faria já namorou a atriz Priscila Fantin, a apresentadora Adriane Galisteu e a modelo, ex-BBB e também apresentadora Sabrina Sato. Em 2017, casou-se com a apresentadora Patrícia Abravanel, com quem tem três filhos: Pedro, Jane e Senor, nome dado em homenagem ao nome de batismo do sogro famoso, Silvio Santos (Senor Abravanel).

## Carreira política
Com base política no seu estado de origem, chegou ao Congresso Nacional brasileiro antes de completar 30 anos de idade. Foi eleito em 2006 para o primeiro mandato de deputado federal, com 195.148 votos, o que representou 12,02% dos votos válidos para o cargo, assumindo o primeiro lugar entre os oito representantes do Estado.
Em 2008, passou a liderar a bancada federal do Rio Grande do Norte, que incluía ainda três senadores. E, nos primeiros dois anos de legislatura, defendeu enfaticamente as bandeiras do turismo e do esporte e participou de comissões dessas duas áreas, além de ter atuado nas de finanças e tributação, tributação e desporto e ser titular da comissão especial que altera a Lei Pelé.
Fábio Faria liderou o seu partido no período de fevereiro a setembro de 2008, quando também foi vice-líder do bloco integrado pelo Partido Socialista Brasileiro (PSB), Partido Democrático Trabalhista (PDT), Partido Comunista do Brasil (PCdoB), Partido da Mobilização Nacional (PMN) e Partido Republicano Brasileiro (PRB).
Como deputado, Fábio Faria é autor de vários projetos de lei de proteção à criança e adolescente. É dele o PL que determina classificação etária em conteúdo direcionado para crianças na internet; também o que determina campanhas educativas contra pedofilia exibidas em salas de cinema e voos nacionais. Fábio também apresentou projeto para combater o bullying nas escolas e para criar a semana olímpica na rede pública de ensino em todo país, incentivando o esporte no reforço social da educação.
É dele também a lei que amplia a proteção da Lei Maria da Penha para Mulheres vítimas de violência, inclusive com prioridades em programas de governo como o Minha Casa Minha Vida.
Presidiu a Frente Parlamentar Mista de Combate ao Crack, com integrantes da Câmara e do Senado Federal.
No dia 3 de outubro de 2010, foi reeleito o quarto mais votado do estado com 156.688 votos. Campanha que supostamente foi alavancada com recursos da Odebrecht Ambiental via caixa 2 segundo inquérito autorizado pelo ministro Edson Fachin, relator da Lava Jato no Supremo Tribunal Federal.
Em 2011, saiu do PMN e passou a integrar a bancada do Partido Social Democrático (PSD), partido fundado por Gilberto Kassab. Em 2013, foi eleito segundo vice-presidente da Câmara dos Deputados, cargo do PSD, o qual disputou com o deputado Júlio César em plenário e venceu a disputa. Passou a integrar a prestigiada mesa diretora da casa. O cargo tem 2 anos de mandato, terminando em 4 de fevereiro de 2015. Nesse período, Fábio Faria chegou a ocupar a presidência da Câmara por 13 dias.
Em 2014, disputou a reeleição para deputado federal pelo PSD, tendo sido eleito com 166.427 votos, terceiro mais votado do Rio Grande do Norte.
É o autor da lei 13.111 de 2015, que obriga concessionárias a informarem ao comprador a situação de regularidade dos carros e motos novos e usados, informando eventuais multas, impostos e taxas a pagar, etc.
No final do ano e início de 2017, diante da crise penitenciária nacional (que também eclodiu no Rio Grande do Norte), o deputado reforçou parte da atenção de seu mandato para a área da segurança, destinando emendas parlamentares para a equipar a polícia e a segurança pública em geral, e sugerindo projetos de lei como a obrigação da instalação de bloqueadores de sinal de celular nas penitenciárias do país.
Fábio Faria também integrou a Comissão Especial da PEC 304/2017, conhecida como a PEC da Vaquejada, e foi um dos parlamentares nordestinos a defender a tradição votando em primeiro e segundo turnos, pela aprovação do projeto. A casa aprovou o texto por 373 votos a 50.
Entre 2016 e 2019, atuou, ainda, como titular da Comissão de Ciência e Tecnologia, Comunicação e Informática da Câmara.
E no seu terceiro mandato como deputado federal, conseguiu em 2018 garantir mais de R$ 80 milhões de reais junto ao Governo do presidente Michel Temer para ajudar a segurança pública do seu Estado, o Rio Grande do Norte.[carece de fontes?] Convênio assinado em dezembro daquele ano e recurso liberado em 2019, já durante o Governo de Jair Bolsonaro.
Foi reeleito para seu quarto mandato como deputado federal no dia 07 de outubro de 2018, com 70.350 votos, representando 4.37% dos votos válidos, desta vez sendo o oitavo mais votado do Rio Grande do Norte.
Exerceu o cargo de terceiro-secretário da mesa diretora da Câmara dos Deputados. Licenciou-se para assumir como ministro das Comunicações, fazendo que a então vereadora Carla Dickson assuma como sua suplente.

### Ministro das Comunicações
Em 10 de junho de 2020, o presidente Jair Bolsonaro anunciou, por meio de redes sociais, a recriação do Ministério das Comunicações e nomeou Fábio Faria como titular da nova pasta. A cerimônia de posse ocorreu em 17 de junho de 2020.
Exerceu o cargo de ministro até 21 de dezembro de 2022, quando foi exonerado.

## Controvérsias
Em 2009, durante o Escândalo das passagens aéreas, Faria devolveu 21 mil reais para a Câmara dos Deputados por ter utilizado da cota parlamentar de passagens aéreas a que tinha direito para presentear sua então namorada Adriane Galisteu, a mãe desta Emma Galisteu, além dos artistas Kayky Brito, Sthefany Brito, Samara Felippo, Marcelo Serrado, Marcelo Novaes, Maiz Oliveira (sobrinha de Luma de Oliveira), o cantor Fábio Mondego, o estilista Yan Acioli, a joalheira Roseli Duque e o assessor de imprensa de Galisteu Nelson Sacho entre 2007 e 2008. Outros artistas como Priscila Fantin (ex-namorada de Faria), Preta Gil, Déborah Secco e Fábio Assunção chegaram a ter bilhetes emitidos, porém foram cancelados antes de serem usados. Até a revelação do escândalo, as pessoas "beneficiadas" com as passagens desconheciam que seus custos eram pagos pela Câmara dos Deputados.

### Nomeação como Ministro das Comunicações
Em 16 de junho de 2020, um dia antes da posse de Fábio Faria como Ministro das Comunicações, o PSOL levou uma representação à Comissão de Ética Pública da Presidência da República contra a nomeação devido às ligações de Fábio Faria com diversas empresas do setor, incluindo uma rádio no Rio Grande do Norte e empresas do grupo SBT.

## Histórico Eleitoral
| Ano  | Eleição                         | Partido | Candidato a      | Votos   | %      | Resultado | Ref    |
| ---- | ------------------------------- | ------- | ---------------- | ------- | ------ | --------- | ------ |
| 2006 | Estadual do Rio Grande do Norte | PMN     | Deputado Federal | 195.148 | 12,02% | Eleito    | [ 38 ] |
| 2010 | Estadual do Rio Grande do Norte | PMN     | Deputado Federal | 156.688 | 9,48%  | Eleito    | [ 39 ] |
| 2014 | Estadual do Rio Grande do Norte | PSD     | Deputado Federal | 166.427 | 10,53% | Eleito    | [ 40 ] |
| 2018 | Estadual do Rio Grande do Norte | PSD     | Deputado Federal | 70.350  | 4,37%  | Eleito    | [ 41 ] |